# Clayton Taylor
Clayton Taylor, né le 1er mars 2004 en Australie, est un footballeur australien qui évolue au poste d'ailier gauche au Newcastle United Jets.

## Biographie

### En club
Né en Australie, Clayton Taylor est formé par le Sydney FC. Il quitte le club à l'été 2023 sans avoir joué pour l'équipe première, et rejoint le Newcastle United Jets FC. Le transfert est annoncé le 16 juin 2023.
Il joue son premier match de A-League, la première division australienne, face au Perth Glory FC le 22 octobre 2023, lors de la première journée de la saison 2023-2024. Il est directement titularisé et les deux équipes se neutralisent (2-2 score final). Il se fait remarquer le 29 octobre 2023 en marquant deux buts, ses deux premiers en championnat, face au Melbourne Victory mais ne peut empêcher la défaite de son équipe (5-3 score final). Il impressionne pour sa première saison, étant considéré comme l'un des jeunes joueurs les plus prometteurs de la ligue,.

### En sélection
En août 2024, Clayton Taylor est convoqué pour la première fois avec l'équipe d'Australie des moins de 23 ans.